# SAT Airlines
SAT Airlines (russisch Сахалинские авиатрассы) war eine russische Fluggesellschaft mit Sitz in Juschno-Sachalinsk und Basis auf dem Flughafen Juschno-Sachalinsk.

## Geschichte
Die Gesellschaft wurde 1992 gegründet, sie entstand aus der Sachalinsk-Division der Aeroflot. Im November dieses Jahres nahm sie ihren Liniendienst mit der Route Juschno-Sachalinsk-Wladiwostok-Seoul auf, die mit einer Antonow An-24 bedient wurde. Ab 1994 setzte die Gesellschaft Boeing 737-200 ein, der danach weitere westliche Flugzeugmuster folgten. 
Der Hauptanteilseigner Aeroflot kündigte im Frühjahr 2013, SAT Airlines mit Vladivostok Avia zusammenzulegen. Die neue Gesellschaft wurde im November 2013 schließlich als Aurora Airlines angekündigt und nahm am 8. Dezember 2013 den Betrieb auf.

## Flugziele
SAT Airlines bediente Ziele im Fernen Osten Russlands sowie in Japan, China und Südkorea.

## Flotte

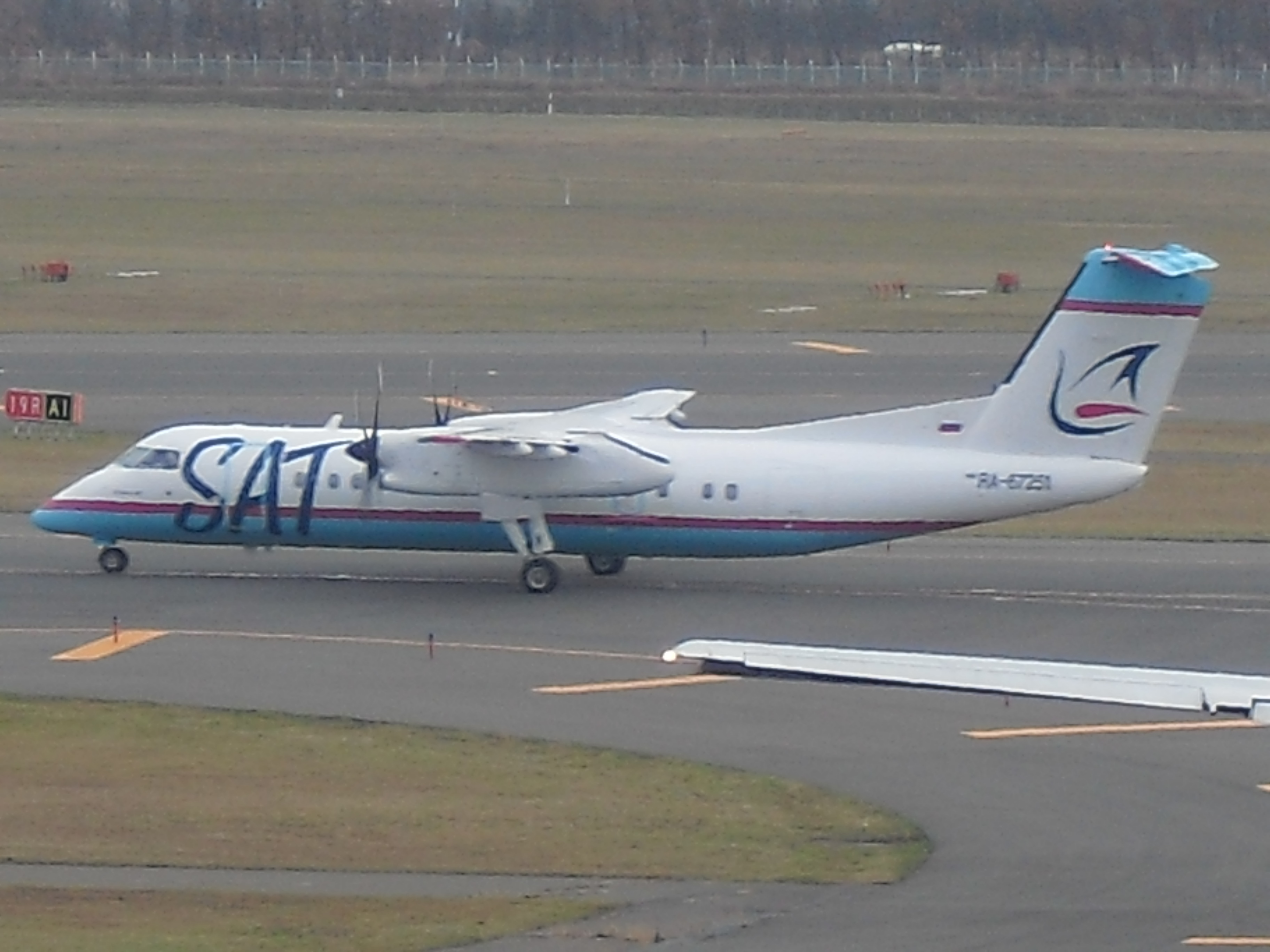
Eine De Havilland DHC-8-300 der SAT in älterer Lackierung in Chitose

Mit Stand Juli 2013 besteht die Flotte der SAT Airlines aus zehn Flugzeugen:
- 1 Antonow An-12 (Frachtflugzeug)
- 2 Boeing 737-200
- 1 Boeing 737-500
- 2 De Havilland DHC-8-200
- 4 De Havilland DHC-8-300